# Walahar (Gempol)
Walahar is een bestuurslaag in het regentschap Cirebon van de provincie West-Java, Indonesië. Walahar telt 3277 inwoners (volkstelling 2010).